# A Mixup for Mazie
A Mixup for Mazie (o Lonesome Luke, He Loses Out in a Battle for a Fair Jane) è un cortometraggio muto del 1915 prodotto e diretto da Hal Roach. Interpretato da Harold Lloyd, fa parte della serie di comiche che hanno come protagonista il personaggio di Lonesome Luke.

## Produzione
Il film fu prodotto dalla Rolin Films (come Phunphilms).

## Distribuzione
Distribuito dalla Pathé Exchange, uscì nelle sale cinematografiche USA il 6 settembre 1915. In Francia, venne distribuito dalla Pathé Frères il 29 settembre 1916 con il titolo Les Soupirants de la caissière.